# Erišti-Aja
Erišti-Aja war eine Prinzessin von Mari. Während lange Zeit angenommen wurde, es handele sich um die Tochter des Zimri-Lim, geht die Forschung heute eher davon aus, dass es sich um eine Schwester Jasmaḫ-Addus oder eine Tochter Jaḫdun-Lims handelte. Sie war eine Nadītum des Šamaš im Giparu von Sippar. Das theophore Element in ihrem Namen weist auf eine enge Verbindung zur ebenfalls dort verehrten Göttin Aja. Sie ist durch mehrere Dokumente in den Archiven von Mari bekannt.